# КС-7362
КС-7362 — кран стрелового типа на пневмоколёсном ходу грузоподъёмностью 63 тонны. Краны этой модели были разработаны и выпущены в 1970-х годах в ограниченном количестве.
Краны предназначены для выполнения монтажных и погрузочно-разгрузочных работ с массой грузов до 63 т. 

## История
В период с 1968 года по 1969 год группа конструкторов (руководитель Я. М. Пустыльник) одесского ГСКБ ТК разрабатывает проекты двух тяжёлых самоходных кранов на пневмоколёсном ходу. В начале 1970-х годов выпуск кранов (КС-7362 и КС-8362) наладили на заводе Одесском заводе тяжёлого краностроения. Узлы обоих кранов максимально унифицированы, что обеспечило их взаимозаменяемость. Основным отличием являлось ходовое устройство: в КС-7362 применено четырёхосное шасси, а в другом — пятиосное.

## Модификации
- КС-7362 — базовая модель, для умеренного климата (от −40 °C до +40 °C).
- КС-7362ХЛ — модификация (северная), для работы в северных районах с низкими температурами (до −60 °C)[3].

## Технические характеристики
Характеристики крана приведены в карточке.

### Габариты
| Общая длина | 20,7 м |
| Ширина      | н-д    |
| Высота      | 4,23 м |

## Конструкция
Кран состоит из ходовой части, поворотной платформы, сменного рабочего оборудования (стрелового или башенно-стрелового). 

### Поворотная платформа
Поворотная рама — цельносварная конструкция, на которой размещена кабина управления с пультом, машинное отделение, а также все рабочие механизмы крана. В качестве механизма, связывающего ходовую часть и поворотную раму, в кране применено двухрядное шариковое опорно-поворотное устройство.

#### Кабина управления
Система управления краном — смешанная, электрогидравлическая.

#### Привод крана
Привод — многомоторный, выполнен по схеме «генератор-двигатель». Питание может осуществляться от внешней электросети (380 В) через 50-метровый гибкий кабель, навитый в транспортном положении на барабан. Для питания от сети имеется сетевой электрический двигатель переменного тока, соединённый с генератором. Применённый в кране многомоторный привод даёт возможность совместить рабочие операции и расширить диапазон рабочих скоростей и их регулирования.

#### Рабочие механизмы
Все основные лебёдки (стреловая и грузовые) оснащены и ленточными, и колодочными тормозами. Тормоза используются нормально замкнутые. Управление колодочными тормозами — посредством электрических магнитов.

#### Механизм передвижения
Привод устройства — на постоянном токе. Производится через двухскоростную коробку переключения передач, от 2 электрических двигателей.

#### Устройства безопасности
На кране установлены предохранительные устройства, обеспечивающие безопасность при его работе: ограничитель грузоподъёмности; указатели вылета и высоты подъёма; конечные выключатели подъёма стрелы и подъёма крюков.

### Ходовая часть
На шасси применена цельносварная рама балочной конструкции. Шасси крана — пневматическое четырёхосное: четыре оси объединены в две балансирные тележки. Две оси — управляемые. Два моста автомобильного типа, входящие в состав задней ходовой тележки, являются ведущими и оснащены жёсткой балансирной подвеской. На ведущих осях установлены спаренные колёса, а на управляемых — одинарные. Передние рулевые колёса управляются 2 гидравлическими цилиндрами. Гидроцилиндры используются силовые, прямого действия.

### Стреловое оборудование
Рабочая стрела — решётчатой конструкции. К стреле подвешены две крюковые подвески. Длина стрелы в базовом исполнении — 15 м. Стрела может наращиваться посредством промежуточных секций-вставок — до 40 метров. Дополнительно на неё может быть установлен 15-метровый неуправляемый гусёк-удлинитель. При работе со стрелой в базовом исполнении кран оснащают двумя противовесами (5,7 т и 18,5 т). Если же используются стрелы повышенной длины, то кран оснащают только одним противовесом, увеличенным. При стреле в базовом исполнении основные рабочие операции (подъём/опускание) основной крюковой подвески выполняются посредством двух лебёдок.
Помимо стрелового исполнения, кран может работать и с башенно-стреловым оборудованием. В этом случае на башню (от 20 до 40 м) монтируется маневровый (управляемый) гусёк, длина которого может варьироваться (от 10 до 25 м). В башенно-стреловом исполнении кран оборудуется только одним противовесом, увеличенным.

## Эксплуатация: монтаж-демонтаж, транспортировка

### Транспортировка
Кран КС-7362 на большие расстояния перевозят следующими способами:
- По автодорогам. Кран перевозят при помощи тягача на буксире. Для этого он оборудован прицепным устройством. В качестве тягача может выступать грузовой автомобиль типа МАЗ-537.
- По железной дороге. При перевозке по железной дороге кран разбирается на узлы. Перевозка крана (в разобранном виде) осуществляется на железнодорожной платформе. Причём разгрузка поворотной части крана (масса 50 т) производится посредством стрелового крана грузоподъёмностью 63 тонны, а погрузка — производится самостоятельно, при помощи выносных опор, установленных на шпальных клетках.